# Gastón Faber
Gastón Faber, vollständiger Name Gastón Faber Chevalier, (* 21. April 1996 in Montevideo) ist ein uruguayischer Fußballspieler.

## Karriere

### Verein
Der nach Angaben seines Vereins 1,75 Meter große Mittelfeldakteur „Toti“ Faber stammt aus der Nachwuchsabteilung des Erstligisten Danubio FC. Dort gehört er seit 2013 dem Kader der Ersten Mannschaft an und debütierte am 22. Februar 2014 beim 2:0-Sieg gegen Nacional Montevideo in der Primera División, als er von Trainer Leonardo Ramos in der 72. Spielminute für Fabricio Formiliano eingewechselt wurde. Er absolvierte in der Spielzeit 2013/14 elf Spiele in der Primera División und erzielte einen Treffer. Danubio wurde am Saisonende Uruguayischer Meister. In der Saison 2014/15 wurde er in sieben Erstligaspielen (kein Tor) eingesetzt. Während der Apertura 2015 kam er viermal (kein Tor) in der Liga und zweimal (kein Tor) in der Copa Sudamericana 2015 zum Einsatz. Anfang Februar 2016 wechselte er auf Leihbasis innerhalb der Liga zum Racing Club de Montevideo. Sowohl in der Clausura als auch in der Saison 2016 blieb er ohne Pflichtspieleinsatz. Nach Beendigung des Leihgeschäfts mit Racing wurde er im Januar 2017 an den italienischen Klub Foggia Calcio ausgeliehen, für den er bis Saisonende lediglich ein Drittligaspiel (kein Tor) absolvierte.

### Nationalmannschaft
Faber feierte am 29. Mai 2012 beim 1:1-Unentschieden im Freundschaftsländerspiel gegen Paraguay sein Debüt in der von Fabián Coitotrainierten uruguayischen U-17-Auswahl. Er nahm an der U-17-Südamerikameisterschaft 2013 in Argentinien und der U-17-Weltmeisterschaft 2013 in den Vereinigten Arabischen Emiraten teil. Bei der U-17-WM kam er in fünf Turnierpartien zum Einsatz (kein Tor). Insgesamt bestritt er nach Verbandsangaben 37 Spiele (kein Tor) für die U-17, wobei nach den Verbandskriterien sowohl Partien der Celeste gegen Nationalmannschaften als auch gegen internationale Vereinsteams mitgezählt werden. Er gehört mindestens seit März 2014 der uruguayische U-20-Auswahl an. Mit der von Fabián Coito trainierten Celeste bestritt er am 15. April 2014 sein erstes U-20-Länderspiel gegen Chile als der in der 75. Spielminute für Mauro Arambarri eingewechselt wurde. Zum Trainingslehrgang der U-20 Mitte Juli 2014 wurde er erneut eingeladen. Am 24. September 2014 kam er beim 1:0-Sieg gegen Peru ebenfalls zum Einsatz. Er gehörte dem uruguayischen Aufgebot bei der U-20-Südamerikameisterschaft 2015 in Uruguay an. Bislang (Stand: 8. Juli 2015) stehen für Faber 15 Länderspiele (ein Tor) zu Buche.
Am 19. Mai 2015 wurde er von Trainer Fabián Coito zunächst für den vorläufigen Kader der U-22 bei den Panamerikanischen Spielen 2015 in Toronto nominiert. Schließlich gehörte er auch dem endgültigen Aufgebot an und gewann das Turnier mit der Celeste.

### Erfolge
- Uruguayischer Meister: 2013/14
- Goldmedaille Panamerikanische Spiele 2015